# Schizaspidia chamorro
Schizaspidia chamorro är en stekelart som beskrevs av Keizo Yasumatsu 1942. Schizaspidia chamorro ingår i släktet Schizaspidia och familjen Eucharitidae. Inga underarter finns listade i Catalogue of Life.